# Conirostrum bicolor
Conirostrum bicolor, conhecido popularmente com figuinha-do-mangue ou figuinha-bicolor, é uma ave da família Thraupidae. A espécie se distribui pela América do Sul, estando presente em Colômbia, Venezuela e Trinidad sul e leste até as Guianas, nordeste do Peru e no Brasil.

## Habitat e reprodução
A figuinha-do-mangue vive em mangues costeiros e matas próximas. O pequeno ninho forrado de penas é construído em uma árvore de mangue, e a ninhada geralmente é constituída de dois ovos amarelos manchados de marrom. Os ninhos são frequentemente parasitados por chupins.

## Descrição
A figuinha-do-mangue mede 11.4 cm de comprimento e pesa 11 g. O adulto é azul-acinzentado na parte de cima do corpo e cinza-claro na parte de baixo, com olhos vermelhos, pernas rosas e um bico pontiagudo. As rêmiges primárias são azuladas com bordas marrons. Os sexos são semelhantes, embora a fêmea possa ser um pouco mais opaca, mas os pássaros imaturos são esverdeados na parte superior e têm as partes inferiores amarelo-claras. As aves às vezes se reproduzem em plumagem imatura.

## Alimentação
A figuinha-do-mangue se alimenta principalmente de insetos e ocasionalmente de sementes.